# Je rocke ma vie
Albums de Éric Charden
D'amour Indochine 42
Je rocke ma vie  est le treizième album d'Éric Charden, sorti en 1992. 
L'ouverture de cet album reprend le thème musical de l'album 14 ans les gauloises (Enfant c'est le matin) qu'Eric avait également utilisé dans San Ku Kaï. 

## Liste des titres
1. Ouverture
2. Je rocke ma vie
3. Elle dit tout le temps
4. Dans le cœur
5. Elle vit sa vie
6. Je rocke ma vie
7. Une fois
8. La dame en noir
9. Josie
10. L’amour sourdine
11. Je rocke ma vie